# Primera B de Chile 2018
La Primera B de Chile 2018 (también conocido como «Campeonato Nacional Loto 2018» por razones de patrocinio) fue la 69.º edición de la segunda categoría del fútbol chileno. El campeonato lo organiza la Asociación Nacional de Fútbol Profesional.

### Sistema de campeonato
Se jugarán 30 fechas, bajo el sistema conocido como todos contra todos, en dos ruedas. En este torneo se observará el sistema de puntos, de acuerdo a la reglamentación de la Internacional F.A. Board, asignándose tres puntos, al equipo que resulte ganador; un punto, a cada uno en caso de empate; y cero punto al perdedor.
El orden de clasificación de los equipos, se determinará en una tabla de cómputo general, de la siguiente manera:
- 1) Mayor cantidad de puntos
- 2) Mayor diferencia de goles a favor; en caso de igualdad;
- 3) Mayor cantidad de goles convertidos; en caso de igualdad;
- 4) Mayor cantidad de goles de visita marcados; en caso de igualdad;
- 5) Menor cantidad de tarjetas rojas recibidas; en caso de igualdad;
- 6) Menor cantidad de tarjetas amarillas recibidas; en caso de igualdad;
- 7) Sorteo.

En cuanto al campeón del torneo, se definirá de acuerdo al siguiente sistema:
- A) Mayor cantidad de puntos obtenidos; en caso de igualdad;
- B) Partido de definición en cancha neutral.

En caso de que la igualdad sea de más de dos equipos, esta se dejará reducida a dos clubes, de acuerdo al orden de clasificación de los equipos determinado anteriormente.
El equipo que finaliza en el primer lugar de la tabla, tras las 30 fechas divididas en 2 ruedas de 15 fechas, se coronará campeón y ascenderá de manera directa a la Primera División, para el año 2019.
El segundo cupo de ascenso a la Primera División, para el año 2019, la disputarán en partidos de ida y vuelta, el equipo que obtenga el subcampeonato, tras las 30 fechas y el ganador de una liguilla, que la disputarán los equipos que terminen del 3° al 6° lugar de la tabla.
El equipo que finaliza en el último lugar de la tabla, finalizadas las 30 fechas, descenderá automáticamente a la Segunda División Profesional, para el año 2019, siendo reemplazado por el equipo, que se consagra campeón del torneo de la categoría señalada.

## Árbitros
Esta es la lista de árbitros del torneo de transición de la Primera B edición 2018. Los árbitros de la Primera División, pueden arbitrar en el principio de este torneo, siempre y cuando no sean designados, para arbitrar en una fecha del campeonato de la categoría mencionada. Los árbitros que aparecen en la lista, pueden dirigir en las otras dos categorías profesionales, si la ANFP así lo estime conveniente. Los árbitros Claudio Aranda, Patricio Blanca, Cristián Droguett, Nicolás Gamboa, Felipe Jara, Marcelo Jeria, Nicolás Muñoz, Omar Oporto, Carlos Rumiano, Benjamín Saravia, Rafael Troncoso y Fernando Véjar, seguirán siendo árbitros de la categoría y a ellos, se les unirán los árbitros Gustavo Ahumada, Rodrigo Carvajal, Juan Lara y Matías Quila, quienes se incorporan a la categoría, provienentes de la Segunda División Profesional, reemplazando a Fabián Aracena, José Cabero y Cristián Garay, quienes partieron a arbitrar a la Primera División.
| Árbitros          | Edad    | Categoría |
| ----------------- | ------- | --------- |
| Gustavo Ahumada   | 39 años |           |
| Claudio Aranda    | 52 años |           |
| Patricio Blanca   | 43 años |           |
| Rodrigo Carvajal  | 38 años |           |
| Cristián Droguett | 46 años |           |
| Nicolás Gamboa    | 37 años |           |
| Felipe Jara       | 40 años |           |
| Juan Lara         | 35 años |           |
| Omar Oporto       | 41 años |           |
| Matías Quila      | 32 años |           |
| Carlos Rumiano    | 48 años |           |
| Benjamín Saravia  | 37 años |           |
| Rafael Troncoso   | 47 años |           |
| Fernando Véjar    | 35 años |           |

## Clubes participantes

### Clubes por región
| Club                  | Región             | Comuna o ciudad |
| --------------------- | ------------------ | --------------- |
| San Marcos de Arica   | Arica y Parinacota | Arica           |
| Cobreloa              | Antofagasta        | Calama          |
| Cobresal              | Atacama            | El Salvador     |
| Deportes Copiapó      | Atacama            | Copiapó         |
| Coquimbo Unido        | Coquimbo           | Coquimbo        |
| Deportes La Serena    | Coquimbo           | La Serena       |
| Unión San Felipe      | Valparaíso         | San Felipe      |
| Santiago Wanderers    | Valparaíso         | Valparaíso      |
| Barnechea             | Metropolitana      | Lo Barnechea    |
| Magallanes            | Metropolitana      | San Bernardo    |
| Deportes Melipilla    | Metropolitana      | Melipilla       |
| Santiago Morning      | Metropolitana      | Recoleta        |
| Rangers               | Maule              | Talca           |
| Ñublense              | Ñuble              | Chillán         |
| Deportes Valdivia     | Los Ríos           | Valdivia        |
| Deportes Puerto Montt | Los Lagos          | Puerto Montt    |

| Barnechea Magallanes Santiago Morning |

## Ascendidos y Descendidos

### Entrantes
| Pos. | Descendido a la Primera B 2018   |
| ---- | -------------------------------- |
| 16º  | Santiago Wanderers (Coeficiente) |

| Pos. | Ascendido a la Primera B 2018              |
| ---- | ------------------------------------------ |
| 8º   | Deportes Melipilla (Definición de ascenso) |

### Salientes
| Pos. | Descendido a la Segunda División Profesional 2018 |
| ---- | ------------------------------------------------- |
| 16º  | Iberia (Coeficiente)                              |

| Pos. | Ascendido a la Primera División 2018 |
| ---- | ------------------------------------ |
| 1º   | Unión La Calera                      |

## Información
| Club                                              | Entrenador       | Estadio                    | Capacidad | Marca                 | Patrocinador      |
| ------------------------------------------------- | ---------------- | -------------------------- | --------- | --------------------- | ----------------- |
| Barnechea                                         | Hernán Peña      | Municipal de Lo Barnechea  | 2.500     | Capelli Sport         |                   |
| Cobreloa                                          | Rodrigo Meléndez | Zorros del Desierto        | 12.102    | Macron                | Finning CAT       |
| Cobresal                                          | Gustavo Huerta   | El Cobre                   | 11.884    | KS7                   | PF Alimentos      |
| Coquimbo Unido                                    | Patricio Graff   | Francisco Sánchez Rumoroso | 16.654    | CAFU Football         | TPC Coquimbo      |
| Deportes Copiapó                                  | Héctor Almandoz  | Luis Valenzuela Hermosilla | 8.000     | CAFU Football         | Factor One        |
| Deportes La Serena                                | Luis Marcoleta   | La Portada                 | 17.176    | Luanvi                | Muebles La Alpina |
| Deportes Melipilla                                | Héctor Adomaitis | Roberto Bravo Santibáñez   | 4.000     | Training Professional | Ariztía           |
| Deportes Puerto Montt                             | Fernando Vergara | Chinquihue                 | 10.000    | KS7                   | PF Alimentos      |
| Deportes Valdivia                                 | Jorge Aravena    | Parque Municipal           | 4.533     | One Fit               | AFP Modelo        |
| Magallanes                                        | Óscar Correa     | Luis Navarro Avilés        | 2.500     | Andrómeda             |                   |
| Ñublense                                          | Germán Cavalieri | Nelson Oyarzún Arenas      | 11.319    | Joma                  | IANSA             |
| Rangers                                           | Cristián Arán    | Fiscal de Talca            | 2.480     | Training Professional | PF Alimentos      |
| San Marcos de Arica                               | Hernán Godoy     | Carlos Dittborn            | 9.625     | Wimaf                 | TPA Arica         |
| Santiago Morning                                  | René Curaz       | Municipal de La Pintana    | 4.800     | CAFU Football         | Financiera Nasur  |
| Santiago Wanderers                                | Miguel Ramírez   | Elías Figueroa Brander     | 21.568    | Macron                | TPS Valparaíso    |
| Unión San Felipe                                  | Hernán Madrid    | Municipal de San Felipe    | 7.000     | KS7                   |                   |
| Actualizado el 24 de octubre de 2018, 19:50 UTC-3 |                  |                            |           |                       |                   |
| 1.                                                |                  |                            |           |                       |                   |

## Jugadores extranjeros
Cada equipo podrá incluir dentro de su lista de jugadores, un máximo de cinco extranjeros, la información dada en la lista, puede variar durante el período de fichajes. Además algunos equipos pueden exceder este límite, siempre y cuando el período ya mencionado, aún no haya finalizado bajo la condición de que el jugador que exceda el límite, no esté inscrito reglamentariamente.
| Jugadores extranjeros                        | Jugadores extranjeros | Jugadores extranjeros | Jugadores extranjeros | Jugadores extranjeros | Jugadores extranjeros | Jugadores extranjeros |
| Equipo                                       | Jugador 1             | Jugador 2             | Jugador 3             | Jugador 4             | Jugador 5             | Excedente             |
| -------------------------------------------- | --------------------- | --------------------- | --------------------- | --------------------- | --------------------- | --------------------- |
| Barnechea                                    | Robert Moewes         | Jorge Manduca         | Matías Fracchia       | Roberto Hernández     | Braian Rodríguez      |                       |
| Cobreloa                                     | Jorge Luna            | Lucas Simón           | Guillermo Firpo       | Federico Pérez        | Leandro Reymúndez     |                       |
| Cobresal                                     | Alexander Corro       | Sebastián López       | Ever Cantero          | José Portillo         | Luis Torres           |                       |
| Coquimbo Unido                               | Matías Cano           | Franco Del Giglio     | Rodrigo Holgado       | Maximiliano Rolón     | Mauricio Yedro        | [ extra. 1 ]          |
| Deportes Copiapó                             | Germán Estigarribia   | Juan Jaime            | Eduardo Pucheta       | Nicolás Sandoval      | Juan Gómez            | [ extra. 2 ]          |
| Deportes La Serena                           | Lucas Cano            | Sebastián Pol         | Enzo Ruiz             |                       |                       |                       |
| Deportes Melipilla                           | Ezequiel Pérez        | Jorge Sotomayor       | Adrián Leites         | Santiago Morandi      |                       |                       |
| Deportes Puerto Montt                        | Albano Becica         | Fabián Moyano         | Jorge Aquino          | Javier Guarino        | Martín Icart          |                       |
| Deportes Valdivia                            | Gastón Poncet         | Fulvio Chávez         |                       |                       |                       |                       |
| Magallanes                                   | Brayan Ayetz          | Daniel Dip            | Miguel Escobar        | José García           | Gonzalo Sosa          |                       |
| Ñublense                                     | Matías Arrua          | Emanuel Croce         | Gaspar Páez           | Emiliano Pedreira     | Marco Prieto          | [ extra. 3 ]          |
| Rangers                                      | Yair Bonnin           | Fabricio Silva        | Pablo Soda            | José Varela           |                       |                       |
| San Marcos de Arica                          | Juan Oviedo           | Nicolás Peranic       | Ramiro Pereyra        | Alexis Vega           | Matías González       | [ extra. 4 ]          |
| Santiago Morning                             | Óscar Ortega          | Jonathan Rodríguez    | Ricardo Adé           | Matías Menza          | Rodrigo Canosa        |                       |
| Santiago Wanderers                           | Enzo Gutiérrez        | Ezequiel Luna         | Rafael Viotti         | Mario López           | Reiner Castro         |                       |
| Unión San Felipe                             | Mathías Crocco        | Federico Marcucci     | Emmanuel Pío          | Mariano Tripodi       | Adolfo Lima           |                       |
| Actualizado el 1 de marzo de 2018, 21:20 UTC |                       |                       |                       |                       |                       |                       |
| 1. 2. 3. 4.                                  |                       |                       |                       |                       |                       |                       |

## Clasificación
|                                                                                 | Equipo                  | PTS | PJ | PG | PE | PP | GF | GC | DG  |
| ------------------------------------------------------------------------------- | ----------------------- | --- | -- | -- | -- | -- | -- | -- | --- |
| 1.                                                                              | Coquimbo Unido (C), (A) | 57  | 30 | 17 | 6  | 7  | 47 | 31 | +16 |
| 2.                                                                              | Cobreloa                | 52  | 30 | 15 | 7  | 8  | 43 | 31 | +12 |
| 3.                                                                              | Cobresal (A)            | 51  | 30 | 15 | 6  | 9  | 44 | 30 | +14 |
| 4.                                                                              | Deportes Valdivia       | 47  | 30 | 13 | 8  | 9  | 45 | 37 | +8  |
| 5.                                                                              | Santiago Wanderers      | 46  | 30 | 14 | 4  | 12 | 41 | 43 | -2  |
| 6.                                                                              | Santiago Morning        | 45  | 30 | 13 | 6  | 11 | 34 | 36 | -2  |
| 7.                                                                              | Unión San Felipe        | 42  | 30 | 12 | 6  | 12 | 32 | 28 | +4  |
| 8.                                                                              | Rangers                 | 40  | 30 | 11 | 7  | 12 | 33 | 34 | -1  |
| 9.                                                                              | Barnechea               | 39  | 30 | 10 | 9  | 11 | 38 | 38 | 0   |
| 10.                                                                             | Deportes Melipilla      | 39  | 30 | 10 | 9  | 11 | 39 | 41 | -2  |
| 11.                                                                             | Deportes Puerto Montt   | 35  | 30 | 10 | 5  | 15 | 31 | 33 | -2  |
| 12.                                                                             | Deportes La Serena      | 35  | 30 | 8  | 11 | 11 | 37 | 41 | -4  |
| 13.                                                                             | Magallanes              | 34  | 30 | 8  | 10 | 12 | 37 | 41 | -4  |
| 14.                                                                             | Deportes Copiapó        | 34  | 30 | 9  | 6  | 14 | 36 | 44 | -8  |
| 15.                                                                             | Ñublense                | 33  | 30 | 8  | 9  | 13 | 27 | 35 | -8  |
| 16.                                                                             | San Marcos de Arica (D) | 32  | 30 | 8  | 8  | 14 | 28 | 49 | -21 |
| Actualizado el 4 de noviembre de 2018, 15:11 (UTC-3). Fuente: Estadísticas ANFP |                         |     |    |    |    |    |    |    |     |

(A) Ascendido; (C) Campeón; (D) Descendido.
     Campeón. Asciende a la Primera División 2019.
     Subcampeón. Accede a la Final del 2° Ascenso.
     Zona de Clasificación a la Liguilla de Promoción para la Final del 2° Ascenso.
     Desciende a la Segunda División Profesional 2019.

## Evolución de la clasificación
| Equipo                | 01 | 02 | 03 | 04 | 05 | 06 | 07 | 08 | 09 | 10 | 11 | 12 | 13 | 14 | 15 | 16 | 17 | 18 | 19 | 20 | 21 | 22 | 23 | 24 | 25 | 26 | 27 | 28 | 29 | 30 |
| --------------------- | -- | -- | -- | -- | -- | -- | -- | -- | -- | -- | -- | -- | -- | -- | -- | -- | -- | -- | -- | -- | -- | -- | -- | -- | -- | -- | -- | -- | -- | -- |
| Coquimbo Unido        | 2  | 8  | 11 | 12 | 10 | 6  | 6  | 9  | 11 | 6  | 4  | 3  | 6  | 4  | 2  | 1  | 2  | 2  | 1  | 1  | 1  | 1  | 1  | 1  | 1  | 1  | 1  | 1  | 1  | 1  |
| Cobreloa              | 5  | 5  | 1  | 6  | 9  | 4  | 4  | 3  | 4  | 5  | 9  | 4  | 9  | 6  | 9  | 7  | 5  | 5  | 3  | 4  | 4  | 5  | 4  | 4  | 3  | 2  | 2  | 2  | 2  | 2  |
| Cobresal              | 13 | 10 | 3  | 1  | 1  | 1  | 1  | 1  | 1  | 1  | 1  | 1  | 1  | 1  | 1  | 2  | 3  | 4  | 4  | 2  | 3  | 2  | 2  | 2  | 4  | 3  | 3  | 3  | 3  | 3  |
| Deportes Valdivia     | 14 | 14 | 15 | 8  | 4  | 8  | 8  | 10 | 5  | 4  | 10 | 10 | 8  | 5  | 8  | 6  | 8  | 6  | 6  | 3  | 5  | 3  | 3  | 3  | 2  | 4  | 4  | 4  | 4  | 4  |
| Santiago Wanderers    | 4  | 4  | 9  | 11 | 14 | 14 | 13 | 14 | 12 | 15 | 15 | 16 | 16 | 16 | 15 | 16 | 15 | 15 | 14 | 12 | 11 | 9  | 8  | 7  | 6  | 6  | 6  | 5  | 5  | 5  |
| Santiago Morning      | 11 | 9  | 2  | 2  | 2  | 2  | 2  | 4  | 2  | 2  | 2  | 2  | 2  | 2  | 3  | 3  | 1  | 1  | 2  | 5  | 2  | 4  | 5  | 5  | 5  | 5  | 5  | 6  | 7  | 6  |
| Unión San Felipe      | 8  | 12 | 13 | 15 | 13 | 13 | 15 | 12 | 14 | 12 | 8  | 11 | 11 | 11 | 6  | 5  | 4  | 3  | 5  | 6  | 6  | 6  | 7  | 9  | 7  | 7  | 7  | 7  | 6  | 7  |
| Rangers               | 1  | 1  | 6  | 9  | 7  | 9  | 10 | 6  | 8  | 9  | 6  | 6  | 5  | 3  | 5  | 4  | 7  | 7  | 7  | 7  | 7  | 7  | 6  | 6  | 10 | 8  | 8  | 9  | 8  | 8  |
| Barnechea             | 3  | 2  | 7  | 10 | 12 | 12 | 11 | 11 | 6  | 7  | 3  | 5  | 3  | 7  | 10 | 10 | 12 | 11 | 12 | 14 | 12 | 13 | 13 | 12 | 11 | 12 | 13 | 10 | 10 | 9  |
| Deportes Melipilla    | 10 | 13 | 14 | 16 | 11 | 11 | 14 | 16 | 15 | 16 | 16 | 15 | 12 | 13 | 12 | 12 | 11 | 12 | 13 | 10 | 13 | 12 | 10 | 10 | 8  | 9  | 9  | 8  | 9  | 10 |
| Deportes Puerto Montt | 16 | 16 | 12 | 14 | 16 | 16 | 16 | 15 | 13 | 14 | 13 | 12 | 13 | 14 | 14 | 14 | 14 | 14 | 15 | 15 | 15 | 14 | 14 | 13 | 12 | 11 | 11 | 13 | 11 | 11 |
| Deportes La Serena    | 9  | 7  | 8  | 7  | 3  | 5  | 5  | 8  | 10 | 11 | 12 | 7  | 7  | 9  | 11 | 11 | 9  | 10 | 11 | 13 | 14 | 15 | 15 | 16 | 16 | 16 | 14 | 11 | 12 | 12 |
| Magallanes            | 7  | 3  | 10 | 5  | 5  | 10 | 9  | 5  | 7  | 8  | 11 | 14 | 15 | 12 | 13 | 13 | 13 | 13 | 10 | 8  | 8  | 10 | 9  | 8  | 9  | 10 | 10 | 12 | 13 | 13 |
| Deportes Copiapó      | 12 | 11 | 5  | 4  | 8  | 3  | 7  | 7  | 9  | 10 | 7  | 9  | 10 | 10 | 7  | 9  | 6  | 8  | 8  | 9  | 9  | 8  | 11 | 11 | 13 | 13 | 12 | 14 | 14 | 14 |
| Ñublense              | 3  | 4  | 6  | 6  | 6  | 7  | 3  | 2  | 3  | 3  | 5  | 8  | 4  | 8  | 4  | 8  | 10 | 9  | 9  | 11 | 10 | 11 | 12 | 14 | 14 | 14 | 15 | 15 | 15 | 15 |
| San Marcos de Arica   | 15 | 15 | 16 | 13 | 15 | 15 | 12 | 13 | 16 | 13 | 14 | 13 | 14 | 15 | 16 | 15 | 16 | 16 | 16 | 16 | 16 | 16 | 16 | 15 | 15 | 15 | 16 | 16 | 16 | 16 |

| 1. 2. 3. 4. 5. |

## Resultados

### Primera rueda
|  | Barnechea             | 2 - 1 Archivado el 3 de febrero de 2018 en Wayback Machine. | Santiago Morning   |  | Municipal de Lo Barnechea  | Fernando Véjar    | 2 de febrero | 20:00 |             |
|  | Deportes Copiapó      | 1 - 2 Archivado el 4 de febrero de 2018 en Wayback Machine. | Coquimbo Unido     |  | Luis Valenzuela Hermosilla | Rodrigo Carvajal  | 3 de febrero | 18:00 |             |
|  | Deportes Puerto Montt | 0 - 3 Archivado el 4 de febrero de 2018 en Wayback Machine. | Rangers            |  | Chinquihue                 | Claudio Aranda    | 3 de febrero | 18:00 |             |
|  | San Marcos de Arica   | 0 - 1 Archivado el 4 de febrero de 2018 en Wayback Machine. | Santiago Wanderers |  | Carlos Dittborn            | Benjamín Saravia  | 3 de febrero | 22:00 |             |
|  | Cobreloa              | 1 - 0 Archivado el 5 de febrero de 2018 en Wayback Machine. | Cobresal           |  | Zorros del Desierto        | Nicolás Gamboa    | 4 de febrero | 18:00 |             |
|  | Ñublense              | 1 - 0 Archivado el 5 de febrero de 2018 en Wayback Machine. | Deportes Valdivia  |  | Nelson Oyarzún Arenas      | Cristián Droguett | 4 de febrero | 19:00 |             |
|  | Unión San Felipe      | 1 - 1 Archivado el 6 de febrero de 2018 en Wayback Machine. | Magallanes         |  | Municipal de San Felipe    | Rafael Troncoso   | 6 de febrero | 20:00 | Estadio CDF |
|  | Deportes Melipilla    | 2 - 0 Archivado el 10 de marzo de 2018 en Wayback Machine.  | Deportes La Serena |  | Roberto Bravo Santibáñez   | Omar Oporto       | 9 de marzo   | 18:30 |             |

|  | Santiago Wanderers | 1 - 1 Archivado el 10 de abril de 2018 en Wayback Machine.  | Barnechea             |  | Elías Figueroa Brander     | Cristián Droguett | 10 de febrero | 12:00 | Estadio CDF |
|  | Santiago Morning   | 1 - 0 Archivado el 5 de febrero de 2018 en Wayback Machine. | Deportes Puerto Montt |  | Municipal de La Pintana    | Benjamín Saravia  | 10 de febrero | 18:00 |             |
|  | Deportes La Serena | 1 - 0 Archivado el 5 de febrero de 2018 en Wayback Machine. | Unión San Felipe      |  | La Portada                 | Juan Lara         | 10 de febrero | 20:00 |             |
|  | Cobresal           | 2 - 1 Archivado el 5 de febrero de 2018 en Wayback Machine. | San Marcos de Arica   |  | El Cobre                   | Fernando Véjar    | 11 de febrero | 18:00 |             |
|  | Magallanes         | 2 - 1 Archivado el 5 de febrero de 2018 en Wayback Machine. | Coquimbo Unido        |  | Municipal de San Bernardo  | Cristián Garay    | 11 de febrero | 18:00 |             |
|  | Deportes Copiapó   | 0 - 0 Archivado el 5 de febrero de 2018 en Wayback Machine. | Cobreloa              |  | Luis Valenzuela Hermosilla | Omar Oporto       | 11 de febrero | 18:00 |             |
|  | Rangers            | 0 - 0 Archivado el 5 de febrero de 2018 en Wayback Machine. | Ñublense              |  | Fiscal de Talca            | Nicolás Gamboa    | 12 de febrero | 20:00 |             |
|  | Deportes Valdivia  | 3 - 2 Archivado el 5 de febrero de 2018 en Wayback Machine. | Deportes Melipilla    |  | Parque Municipal           | Claudio Aranda    | 22 de febrero | 18:30 |             |

|  | Deportes Puerto Montt | 1 - 0 (enlace roto disponible en Internet Archive; véase el historial, la primera versión y la última). | Magallanes         |  | Chinquihue                 | Gustavo Ahumada    | 17 de febrero | 18:00 |             |
|  | San Marcos de Arica   | 2 - 5 Archivado el 5 de febrero de 2018 en Wayback Machine.                                             | Deportes Copiapó   |  | Carlos Dittborn            | Claudio Aranda     | 17 de febrero | 22:00 |             |
|  | Deportes Valdivia     | 1 - 2 Archivado el 5 de febrero de 2018 en Wayback Machine.                                             | Cobresal           |  | Parque Municipal           | Matías Quila       | 18 de febrero | 18:00 |             |
|  | Cobreloa              | 3 - 1 Archivado el 5 de febrero de 2018 en Wayback Machine.                                             | Rangers            |  | Zorros del Desierto        | Rafael Troncoso    | 18 de febrero | 18:00 |             |
|  | Ñublense              | 1 - 1 Archivado el 5 de febrero de 2018 en Wayback Machine.                                             | Deportes La Serena |  | Nelson Oyarzún Arenas      | Patricio Blanca    | 18 de febrero | 20:00 |             |
|  | Unión San Felipe      | 2 - 3 Archivado el 5 de febrero de 2018 en Wayback Machine.                                             | Santiago Morning   |  | Municipal de San Felipe    | Omar Oporto        | 20 de febrero | 20:00 | Estadio CDF |
|  | Deportes Melipilla    | 2 - 1 Archivado el 5 de febrero de 2018 en Wayback Machine.                                             | Santiago Wanderers |  | Roberto Bravo Santibáñez   | Christian Rojas    | 6 de junio    | 16:00 |             |
|  | Coquimbo Unido        | 2 - 1 (enlace roto disponible en Internet Archive; véase el historial, la primera versión y la última). | Barnechea          |  | Francisco Sánchez Rumoroso | Francisco Gilabert | 9 de junio    | 18:00 |             |

|  | Barnechea           | 0 - 1 Archivado el 5 de febrero de 2018 en Wayback Machine.                                             | Ñublense              |  | Municipal de Lo Barnechea  | Benjamín Saravia  | 23 de febrero | 20:00 |             |
|  | Deportes La Serena  | 1 - 0 Archivado el 5 de febrero de 2018 en Wayback Machine.                                             | Coquimbo Unido        |  | La Portada                 | Nicolás Gamboa    | 25 de febrero | 12:00 |             |
|  | San Marcos de Arica | 2 - 1 Archivado el 5 de febrero de 2018 en Wayback Machine.                                             | Cobreloa              |  | Carlos Dittborn            | Cristián Droguett | 25 de febrero | 18:00 |             |
|  | Cobresal            | 2 - 0 Archivado el 5 de febrero de 2018 en Wayback Machine.                                             | Unión San Felipe      |  | El Cobre                   | Patricio Blanca   | 25 de febrero | 18:00 |             |
|  | Deportes Copiapó    | 1 - 0 Archivado el 10 de abril de 2018 en Wayback Machine.                                              | Deportes Puerto Montt |  | Luis Valenzuela Hermosilla | Matías Quila      | 25 de febrero | 18:00 |             |
|  | Magallanes          | 3 - 0 (enlace roto disponible en Internet Archive; véase el historial, la primera versión y la última). | Santiago Wanderers    |  | Nacional                   | Rafael Troncoso   | 25 de febrero | 18:00 |             |
|  | Santiago Morning    | 3 - 2 Archivado el 5 de febrero de 2018 en Wayback Machine.                                             | Deportes Melipilla    |  | Municipal de La Pintana    | Juan Lara         | 27 de febrero | 18:00 |             |
|  | Rangers             | 0 - 1 Archivado el 5 de febrero de 2018 en Wayback Machine.                                             | Deportes Valdivia     |  | Fiscal de Talca            | Fernando Véjar    | 27 de febrero | 20:00 | Estadio CDF |

|  | Deportes Puerto Montt | 1 - 2 Archivado el 2 de marzo de 2018 en Wayback Machine. | Deportes La Serena  |  | Chinquihue                 | Rodrigo Carvajal  | 3 de marzo | 17:00 |             |
|  | Deportes Melipilla    | 2 - 2 Archivado el 2 de marzo de 2018 en Wayback Machine. | Magallanes          |  | Roberto Bravo Santibáñez   | Patricio Blanca   | 3 de marzo | 18:00 |             |
|  | Coquimbo Unido        | 2 - 0 Archivado el 2 de marzo de 2018 en Wayback Machine. | Cobreloa            |  | Francisco Sánchez Rumoroso | Rafael Troncoso   | 3 de marzo | 20:00 |             |
|  | Unión San Felipe      | 2 - 1 Archivado el 5 de marzo de 2018 en Wayback Machine. | Barnechea           |  | Municipal de San Felipe    | Cristián Droguett | 3 de marzo | 20:00 |             |
|  | Santiago Wanderers    | 0 - 2 Archivado el 5 de marzo de 2018 en Wayback Machine. | Santiago Morning    |  | Elías Figueroa Brander     | Benjamín Saravia  | 4 de marzo | 12:00 | Estadio CDF |
|  | Deportes Valdivia     | 1 - 0 Archivado el 2 de marzo de 2018 en Wayback Machine. | San Marcos de Arica |  | Parque Municipal           | Gustavo Ahumada   | 4 de marzo | 17:30 |             |
|  | Rangers               | 4 - 2 Archivado el 2 de marzo de 2018 en Wayback Machine. | Deportes Copiapó    |  | Fiscal de Talca            | Claudio Aranda    | 4 de marzo | 18:00 |             |
|  | Cobresal              | 2 - 0 Archivado el 5 de marzo de 2018 en Wayback Machine. | Ñublense            |  | El Cobre                   | Nicolás Gamboa    | 4 de marzo | 18:00 |             |

|  | Barnechea             | 1 - 1 Archivado el 17 de marzo de 2018 en Wayback Machine. | Rangers            |  | Municipal de Lo Barnechea  | Juan Lara         | 16 de marzo | 20:00 |             |
|  | Deportes Puerto Montt | 1 - 2 Archivado el 17 de marzo de 2018 en Wayback Machine. | Coquimbo Unido     |  | Chinquihue                 | Claudio Aranda    | 17 de marzo | 17:00 |             |
|  | Deportes Copiapó      | 4 - 3 Archivado el 17 de marzo de 2018 en Wayback Machine. | Santiago Wanderers |  | Luis Valenzuela Hermosilla | Cristián Droguett | 18 de marzo | 17:00 |             |
|  | San Marcos de Arica   | 0 - 0 Archivado el 17 de marzo de 2018 en Wayback Machine. | Deportes Melipilla |  | Carlos Dittborn            | Matías Quila      | 18 de marzo | 18:00 |             |
|  | Cobreloa              | 2 - 0 Archivado el 17 de marzo de 2018 en Wayback Machine. | Deportes Valdivia  |  | Zorros del Desierto        | Felipe Jara       | 18 de marzo | 18:00 |             |
|  | Ñublense              | 1 - 1 Archivado el 17 de marzo de 2018 en Wayback Machine. | Unión San Felipe   |  | Nelson Oyarzún Arenas      | Rafael Troncoso   | 18 de marzo | 19:00 |             |
|  | Magallanes            | 0 - 2 Archivado el 17 de marzo de 2018 en Wayback Machine. | Cobresal           |  | Municipal de San Bernardo  | Omar Oporto       | 19 de marzo | 17:30 | Estadio CDF |
|  | Deportes La Serena    | 2 - 3 Archivado el 3 de mayo de 2018 en Wayback Machine.   | Santiago Morning   |  | La Portada                 | Nicolás Gamboa    | 2 de mayo   | 20:00 |             |

|  | Santiago Morning      | 1 - 2 Archivado el 26 de marzo de 2018 en Wayback Machine. | Ñublense            |  | Municipal de La Pintana  | Carlos Ulloa     | 24 de marzo | 17:30 | Estadio CDF |
|  | Deportes Melipilla    | 0 - 2 Archivado el 26 de marzo de 2018 en Wayback Machine. | Barnechea           |  | Roberto Bravo Santibáñez | Gustavo Ahumada  | 24 de marzo | 18:00 |             |
|  | Deportes Puerto Montt | 0 - 0 Archivado el 25 de marzo de 2018 en Wayback Machine. | Cobreloa            |  | Chinquihue               | Patricio Blanca  | 24 de marzo | 18:00 |             |
|  | Rangers               | 1 - 2 Archivado el 25 de marzo de 2018 en Wayback Machine. | San Marcos de Arica |  | Fiscal de Talca          | Rodrigo Carvajal | 24 de marzo | 20:00 |             |
|  | Deportes Valdivia     | 1 - 1 Archivado el 25 de marzo de 2018 en Wayback Machine. | Coquimbo Unido      |  | Parque Municipal         | Fernando Véjar   | 25 de marzo | 12:00 |             |
|  | Cobresal              | 2 - 0 Archivado el 29 de marzo de 2018 en Wayback Machine. | Deportes Copiapó    |  | El Cobre                 | Benjamín Saravia | 25 de marzo | 15:30 |             |
|  | Santiago Wanderers    | 1 - 0 Archivado el 29 de marzo de 2018 en Wayback Machine. | Unión San Felipe    |  | Elías Figueroa Brander   | Nicolás Gamboa   | 25 de marzo | 16:00 | Estadio CDF |
|  | Deportes La Serena    | 0 - 0 Archivado el 29 de marzo de 2018 en Wayback Machine. | Magallanes          |  | La Portada               | Felipe Jara      | 25 de marzo | 16:30 |             |

|  | Barnechea           | 3 - 3 Archivado el 1 de abril de 2018 en Wayback Machine.                                               | Cobresal              |  | Municipal de Lo Barnechea  | Patricio Blanca   | 31 de marzo | 18:00 |             |
|  | Coquimbo Unido      | 2 - 3 Archivado el 1 de abril de 2018 en Wayback Machine.                                               | Rangers               |  | Francisco Sánchez Rumoroso | Benjamín Saravia  | 31 de marzo | 19:00 |             |
|  | Ñublense            | 1 - 0 Archivado el 3 de abril de 2018 en Wayback Machine.                                               | Santiago Wanderers    |  | Nelson Oyarzún Arenas      | Claudio Aranda    | 1 de abril  | 15:30 |             |
|  | Cobreloa            | 2 - 1 Archivado el 3 de abril de 2018 en Wayback Machine.                                               | Deportes La Serena    |  | Zorros del Desierto        | Omar Oporto       | 1 de abril  | 16:00 |             |
|  | San Marcos de Arica | 0 - 1 Archivado el 3 de abril de 2018 en Wayback Machine.                                               | Deportes Puerto Montt |  | Carlos Dittborn            | Ángelo Hermosilla | 1 de abril  | 17:00 |             |
|  | Deportes Copiapó    | 1 - 1 Archivado el 3 de abril de 2018 en Wayback Machine.                                               | Santiago Morning      |  | Luis Valenzuela Hermosilla | Juan Lara         | 1 de abril  | 17:00 |             |
|  | Magallanes          | 3 - 2 Archivado el 3 de abril de 2018 en Wayback Machine.                                               | Deportes Valdivia     |  | Municipal de San Bernardo  | Matías Quila      | 1 de abril  | 17:00 |             |
|  | Unión San Felipe    | 2 - 1 (enlace roto disponible en Internet Archive; véase el historial, la primera versión y la última). | Deportes Melipilla    |  | Municipal de La Pintana    | Cristián Droguett | 1 de abril  | 20:00 | Estadio CDF |

|  | Unión San Felipe      | 0 - 0 Archivado el 8 de abril de 2018 en Wayback Machine.  | San Marcos de Arica |  | Municipal de La Pintana  | Felipe Jara       | 7 de abril  | 16:00 |             |
|  | Deportes Puerto Montt | 1 - 0 Archivado el 8 de abril de 2018 en Wayback Machine.  | Ñublense            |  | Chinquihue               | Rodrigo Carvajal  | 7 de abril  | 18:00 |             |
|  | Deportes Melipilla    | 3 - 0 Archivado el 8 de abril de 2018 en Wayback Machine.  | Cobreloa            |  | Roberto Bravo Santibáñez | Benjamín Saravia  | 7 de abril  | 18:00 |             |
|  | Santiago Morning      | 3 - 2 Archivado el 9 de abril de 2018 en Wayback Machine.  | Magallanes          |  | Municipal de La Pintana  | Fernando Véjar    | 8 de abril  | 12:00 | Estadio CDF |
|  | Deportes Valdivia     | 2 - 1 Archivado el 9 de abril de 2018 en Wayback Machine.  | Deportes Copiapó    |  | Parque Municipal         | Gustavo Ahumada   | 8 de abril  | 12:00 |             |
|  | Cobresal              | 2 - 0 Archivado el 9 de abril de 2018 en Wayback Machine.  | Coquimbo Unido      |  | El Cobre                 | Nicolás Gamboa    | 8 de abril  | 15:30 |             |
|  | Santiago Wanderers    | 2 - 1 Archivado el 9 de abril de 2018 en Wayback Machine.  | Rangers             |  | Elías Figueroa Brander   | Cristián Droguett | 8 de abril  | 16:00 |             |
|  | Deportes La Serena    | 0 - 1 Archivado el 29 de abril de 2018 en Wayback Machine. | Barnechea           |  | La Portada               | Ángelo Hermosilla | 28 de abril | 19:00 |             |

|  | Barnechea             | 2 - 2 Archivado el 16 de abril de 2018 en Wayback Machine. | Magallanes         |  | Municipal de Lo Barnechea  | Omar Oporto      | 13 de abril | 20:00 |             |
|  | Rangers               | 1 - 1 Archivado el 16 de abril de 2018 en Wayback Machine. | Cobresal           |  | Fiscal de Talca            | Benjamín Saravia | 14 de abril | 17:30 |             |
|  | Deportes Puerto Montt | 2 - 2 Archivado el 16 de abril de 2018 en Wayback Machine. | Deportes Valdivia  |  | Chinquihue                 | Felipe Jara      | 14 de abril | 18:00 |             |
|  | Ñublense              | 1 - 1 Archivado el 16 de abril de 2018 en Wayback Machine. | Deportes Melipilla |  | Nelson Oyarzún Arenas      | Matías Quila     | 15 de abril | 15:30 |             |
|  | Cobreloa              | 0 - 1 Archivado el 16 de abril de 2018 en Wayback Machine. | Unión San Felipe   |  | Zorros del Desierto        | Nicolás Gamboa   | 15 de abril | 16:00 |             |
|  | San Marcos de Arica   | 2 - 1 Archivado el 16 de abril de 2018 en Wayback Machine. | Santiago Morning   |  | Carlos Dittborn            | Rodrigo Carvajal | 15 de abril | 17:00 |             |
|  | Deportes Copiapó      | 2 - 2 Archivado el 16 de abril de 2018 en Wayback Machine. | Deportes La Serena |  | Luis Valenzuela Hermosilla | Claudio Aranda   | 15 de abril | 17:00 |             |
|  | Coquimbo Unido        | 4 - 1 Archivado el 16 de abril de 2018 en Wayback Machine. | Santiago Wanderers |  | Francisco Sánchez Rumoroso | Franco Arrué     | 15 de abril | 17:30 | Estadio CDF |

|  | Santiago Wanderers | 1 - 1 Archivado el 23 de abril de 2018 en Wayback Machine.                                              | Deportes La Serena    |  | Elías Figueroa Brander    | Nicolás Gamboa    | 21 de abril | 15:00 | Estadio CDF |
|  | Santiago Morning   | 0 - 0 Archivado el 23 de abril de 2018 en Wayback Machine.                                              | Cobreloa              |  | Municipal de La Pintana   | Ángelo Hermosilla | 21 de abril | 17:00 |             |
|  | Unión San Felipe   | 1 - 0 Archivado el 23 de abril de 2018 en Wayback Machine.                                              | Deportes Valdivia     |  | Municipal de San Felipe   | Matías Quila      | 21 de abril | 20:00 |             |
|  | Barnechea          | 3 - 1 Archivado el 23 de abril de 2018 en Wayback Machine.                                              | San Marcos de Arica   |  | Municipal de Lo Barnechea | Gustavo Ahumada   | 22 de abril | 11:00 |             |
|  | Magallanes         | 1 - 2 Archivado el 23 de abril de 2018 en Wayback Machine.                                              | Deportes Copiapó      |  | Municipal de San Bernardo | Benjamín Saravia  | 22 de abril | 12:00 |             |
|  | Ñublense           | 1 - 2 Archivado el 23 de abril de 2018 en Wayback Machine.                                              | Coquimbo Unido        |  | Nelson Oyarzún Arenas     | Claudio Aranda    | 22 de abril | 15:30 |             |
|  | Cobresal           | 2 - 1 (enlace roto disponible en Internet Archive; véase el historial, la primera versión y la última). | Deportes Puerto Montt |  | El Cobre                  | Cristián Droguett | 22 de abril | 17:00 |             |
|  | Deportes Melipilla | 2 - 3 Archivado el 23 de abril de 2018 en Wayback Machine.                                              | Rangers               |  | Roberto Bravo Santibáñez  | Omar Oporto       | 22 de abril | 17:30 |             |

|  | Rangers               | 0 - 0 (enlace roto disponible en Internet Archive; véase el historial, la primera versión y la última). | Santiago Morning   |  | Fiscal de Talca            | Patricio Blanca  | 12 de mayo | 17:30 | Estadio CDF |
|  | Deportes Puerto Montt | 2 - 1 (enlace roto disponible en Internet Archive; véase el historial, la primera versión y la última). | Santiago Wanderers |  | Chinquihue                 | Omar Oporto      | 12 de mayo | 18:00 |             |
|  | Coquimbo Unido        | 1 - 0 (enlace roto disponible en Internet Archive; véase el historial, la primera versión y la última). | Unión San Felipe   |  | Francisco Sánchez Rumoroso | Fabián Aracena   | 12 de mayo | 19:00 |             |
|  | Deportes Valdivia     | 1 - 1 (enlace roto disponible en Internet Archive; véase el historial, la primera versión y la última). | Barnechea          |  | Parque Municipal           | Rodrigo Carvajal | 13 de mayo | 12:00 |             |
|  | San Marcos de Arica   | 3 - 2 (enlace roto disponible en Internet Archive; véase el historial, la primera versión y la última). | Ñublense           |  | Carlos Dittborn            | Felipe Jara      | 13 de mayo | 16:00 |             |
|  | Cobreloa              | 3 - 2 (enlace roto disponible en Internet Archive; véase el historial, la primera versión y la última). | Magallanes         |  | Zorros del Desierto        | Fernando Véjar   | 13 de mayo | 16:00 |             |
|  | Deportes La Serena    | 2 - 0 (enlace roto disponible en Internet Archive; véase el historial, la primera versión y la última). | Cobresal           |  | La Portada                 | José Cabero      | 13 de mayo | 16:30 |             |
|  | Deportes Copiapó      | 0 - 1 (enlace roto disponible en Internet Archive; véase el historial, la primera versión y la última). | Deportes Melipilla |  | La Caldera                 | Claudio Aranda   | 14 de mayo | 15:30 |             |

|  | Santiago Wanderers | 1 - 2 (enlace roto disponible en Internet Archive; véase el historial, la primera versión y la última). | Deportes Valdivia     |  | Elías Figueroa Brander    | Claudio Aranda    | 18 de mayo | 19:00 |             |
|  | Barnechea          | 2 - 1 (enlace roto disponible en Internet Archive; véase el historial, la primera versión y la última). | Deportes Puerto Montt |  | Municipal de Lo Barnechea | Felipe Jara       | 18 de mayo | 19:30 |             |
|  | Unión San Felipe   | 0 - 0 (enlace roto disponible en Internet Archive; véase el historial, la primera versión y la última). | Deportes Copiapó      |  | Municipal de San Felipe   | Fernando Véjar    | 19 de mayo | 15:30 |             |
|  | Deportes Melipilla | 2 - 0 (enlace roto disponible en Internet Archive; véase el historial, la primera versión y la última). | Cobresal              |  | Roberto Bravo Santibáñez  | Benjamín Saravia  | 19 de mayo | 20:00 | Estadio CDF |
|  | Magallanes         | 0 - 1 (enlace roto disponible en Internet Archive; véase el historial, la primera versión y la última). | Rangers               |  | Municipal de San Bernardo | Nicolás Gamboa    | 20 de mayo | 12:00 |             |
|  | Santiago Morning   | 2 - 1 (enlace roto disponible en Internet Archive; véase el historial, la primera versión y la última). | Coquimbo Unido        |  | Municipal de La Pintana   | Cristián Droguett | 20 de mayo | 15:00 |             |
|  | Deportes La Serena | 4 - 1 (enlace roto disponible en Internet Archive; véase el historial, la primera versión y la última). | San Marcos de Arica   |  | La Portada                | Matías Quila      | 20 de mayo | 15:30 |             |
|  | Ñublense           | 5 - 0 (enlace roto disponible en Internet Archive; véase el historial, la primera versión y la última). | Cobreloa              |  | Nelson Oyarzún Arenas     | Patricio Blanca   | 20 de mayo | 16:00 |             |

|  | Deportes Puerto Montt | 1 - 3 (enlace roto disponible en Internet Archive; véase el historial, la primera versión y la última). | Unión San Felipe    |  | Chinquihue                 | Gustavo Ahumada   | 26 de mayo | 18:00 |             |
|  | Coquimbo Unido        | 2 - 1 (enlace roto disponible en Internet Archive; véase el historial, la primera versión y la última). | Deportes Melipilla  |  | Francisco Sánchez Rumoroso | Patricio Blanca   | 26 de mayo | 18:00 |             |
|  | Magallanes            | 2 - 1 (enlace roto disponible en Internet Archive; véase el historial, la primera versión y la última). | San Marcos de Arica |  | Municipal de San Bernardo  | Julio Bascuñán    | 27 de mayo | 12:00 |             |
|  | Deportes Valdivia     | 1 - 0 (enlace roto disponible en Internet Archive; véase el historial, la primera versión y la última). | Santiago Morning    |  | Parque Municipal           | Omar Oporto       | 27 de mayo | 12:00 |             |
|  | Cobresal              | 1 - 0 (enlace roto disponible en Internet Archive; véase el historial, la primera versión y la última). | Santiago Wanderers  |  | El Cobre                   | Nicolás Gamboa    | 27 de mayo | 15:30 |             |
|  | Deportes Copiapó      | 2 - 1 (enlace roto disponible en Internet Archive; véase el historial, la primera versión y la última). | Ñublense            |  | Luis Valenzuela Hermosilla | Benjamín Saravia  | 27 de mayo | 15:30 |             |
|  | Cobreloa              | 3 - 1 (enlace roto disponible en Internet Archive; véase el historial, la primera versión y la última). | Barnechea           |  | Zorros del Desierto        | Cristián Droguett | 27 de mayo | 16:00 |             |
|  | Rangers               | 3 - 1 (enlace roto disponible en Internet Archive; véase el historial, la primera versión y la última). | Deportes La Serena  |  | Fiscal de Talca            | Rodrigo Carvajal  | 27 de mayo | 20:00 | Estadio CDF |

|  | Barnechea           | 0 - 1 (enlace roto disponible en Internet Archive; véase el historial, la primera versión y la última). | Deportes Copiapó      |  | Municipal de Lo Barnechea | Patricio Blanca              | 1 de junio | 19:30 |             |
|  | Santiago Morning    | 2 - 1 (enlace roto disponible en Internet Archive; véase el historial, la primera versión y la última). | Cobresal              |  | Municipal de La Pintana   | Piero Maza Cristián Droguett | 2 de junio | 15:00 | Estadio CDF |
|  | Unión San Felipe    | 2 - 0 (enlace roto disponible en Internet Archive; véase el historial, la primera versión y la última). | Rangers               |  | Municipal de San Felipe   | Ángelo Hermosilla            | 2 de junio | 15:30 |             |
|  | Deportes Melipilla  | 1 - 1 (enlace roto disponible en Internet Archive; véase el historial, la primera versión y la última). | Deportes Puerto Montt |  | Roberto Bravo Santibáñez  | Claudio Aranda               | 2 de junio | 17:00 |             |
|  | Santiago Wanderers  | 2 - 1 (enlace roto disponible en Internet Archive; véase el historial, la primera versión y la última). | Cobreloa              |  | Elías Figueroa Brander    | Eduardo Gamboa               | 3 de junio | 15:00 | Estadio CDF |
|  | Deportes La Serena  | 3 - 3 (enlace roto disponible en Internet Archive; véase el historial, la primera versión y la última). | Deportes Valdivia     |  | La Portada                | Fernando Véjar               | 3 de junio | 15:30 |             |
|  | San Marcos de Arica | 0 - 2 (enlace roto disponible en Internet Archive; véase el historial, la primera versión y la última). | Coquimbo Unido        |  | Carlos Dittborn           | Nicolás Gamboa               | 3 de junio | 16:00 |             |
|  | Ñublense            | 2 - 1 (enlace roto disponible en Internet Archive; véase el historial, la primera versión y la última). | Magallanes            |  | Nelson Oyarzún Arenas     | Fabián Aracena               | 3 de junio | 16:00 |             |

### Segunda rueda
|  | Rangers            | 2 - 1 (enlace roto disponible en Internet Archive; véase el historial, la primera versión y la última). | Santiago Wanderers    |  | Fiscal de Talca            | Fernando Vejar     | 21 de julio | 12:00 |             |
|  | Unión San Felipe   | 2 - 0 (enlace roto disponible en Internet Archive; véase el historial, la primera versión y la última). | Deportes Puerto Montt |  | Municipal de San Felipe    | Rodrigo Carvajal   | 21 de julio | 15:30 |             |
|  | Coquimbo Unido     | 1 - 0 (enlace roto disponible en Internet Archive; véase el historial, la primera versión y la última). | Ñublense              |  | Francisco Sánchez Rumoroso | Patricio Blanca    | 21 de julio | 18:00 |             |
|  | Cobreloa           | 2 - 1 (enlace roto disponible en Internet Archive; véase el historial, la primera versión y la última). | Deportes Copiapó      |  | Zorros del Desierto        | Benjamín Saravia   | 22 de julio | 12:00 |             |
|  | Magallanes         | 2 - 2 (enlace roto disponible en Internet Archive; véase el historial, la primera versión y la última). | Deportes La Serena    |  | Municipal de San Bernardo  | Nicolás Gamboa     | 22 de julio | 15:00 |             |
|  | Santiago Morning   | 2 - 2 (enlace roto disponible en Internet Archive; véase el historial, la primera versión y la última). | Barnechea             |  | Municipal de La Pintana    | Cristián Droguett  | 22 de julio | 15:00 | Estadio CDF |
|  | Cobresal           | 0 - 2 (enlace roto disponible en Internet Archive; véase el historial, la primera versión y la última). | Deportes Valdivia     |  | El Cobre                   | Francisco Gilabert | 22 de julio | 15:30 |             |
|  | Deportes Melipilla | 2 - 2 Archivado el 21 de julio de 2018 en Wayback Machine.                                              | San Marcos de Arica   |  | Roberto Bravo Santibáñez   | Rafael Troncoso    | 22 de julio | 16:00 |             |

|  | Santiago Wanderers    | 2 - 0 Archivado el 25 de julio de 2018 en Wayback Machine.                                              | Coquimbo Unido     |  | Elías Figueroa Brander     | Nicolás Gamboa   | 28 de julio | 12:00 |             |
|  | Barnechea             | 0 - 1 (enlace roto disponible en Internet Archive; véase el historial, la primera versión y la última). | Cobreloa           |  | Municipal de Lo Barnechea  | Fernando Vejar   | 28 de julio | 17:30 | Estadio CDF |
|  | Deportes Puerto Montt | 2 - 0 Archivado el 25 de julio de 2018 en Wayback Machine.                                              | Cobresal           |  | Chinquihue                 | Eduardo Gamboa   | 28 de julio | 18:00 |             |
|  | Deportes Copiapó      | 2 - 0 Archivado el 25 de julio de 2018 en Wayback Machine.                                              | Rangers            |  | Luis Valenzuela Hermosilla | Rodrigo Carvajal | 29 de julio | 12:00 |             |
|  | Deportes Valdivia     | 0 - 2 (enlace roto disponible en Internet Archive; véase el historial, la primera versión y la última). | Unión San Felipe   |  | Parque Municipal           | Matías Quila     | 29 de julio | 15:30 |             |
|  | Ñublense              | 0 - 2 (enlace roto disponible en Internet Archive; véase el historial, la primera versión y la última). | Santiago Morning   |  | Nelson Oyarzún Arenas      | Rafael Troncoso  | 29 de julio | 15:30 |             |
|  | Deportes La Serena    | 2 - 2 Archivado el 25 de julio de 2018 en Wayback Machine.                                              | Deportes Melipilla |  | La Portada                 | Felipe Jara      | 29 de julio | 15:30 |             |
|  | San Marcos de Arica   | 1 - 1 Archivado el 25 de julio de 2018 en Wayback Machine.                                              | Magallanes         |  | Carlos Dittborn            | Gustavo Ahumada  | 29 de julio | 16:00 |             |

|  | Deportes Melipilla | 0 - 1 Archivado el 4 de agosto de 2018 en Wayback Machine.                                              | Santiago Morning      |  | Roberto Bravo Santibáñez   | Benjamín Saravia  | 4 de agosto | 12:00 | Estadio CDF |
|  | Magallanes         | 1 - 1 Archivado el 4 de agosto de 2018 en Wayback Machine.                                              | Ñublense              |  | Municipal de San Bernardo  | Omar Oporto       | 4 de agosto | 15:00 |             |
|  | Unión San Felipe   | 1 - 0 Archivado el 4 de agosto de 2018 en Wayback Machine.                                              | Deportes La Serena    |  | Municipal de San Felipe    | Juan Lara         | 4 de agosto | 15:30 |             |
|  | Rangers            | 0 - 0 Archivado el 4 de agosto de 2018 en Wayback Machine.                                              | Deportes Puerto Montt |  | Fiscal de Talca            | Nicolás Gamboa    | 4 de agosto | 17:30 |             |
|  | Coquimbo Unido     | 2 - 1 (enlace roto disponible en Internet Archive; véase el historial, la primera versión y la última). | Deportes Copiapó      |  | Francisco Sánchez Rumoroso | Claudio Aranda    | 4 de agosto | 18:00 |             |
|  | Cobreloa           | 4 - 0 Archivado el 4 de agosto de 2018 en Wayback Machine.                                              | San Marcos de Arica   |  | Zorros del Desierto        | Cristián Droguett | 5 de agosto | 12:00 |             |
|  | Deportes Valdivia  | 4 - 1 (enlace roto disponible en Internet Archive; véase el historial, la primera versión y la última). | Santiago Wanderers    |  | Parque Municipal           | Patricio Blanca   | 5 de agosto | 15:00 |             |
|  | Cobresal           | 1 - 1 Archivado el 4 de agosto de 2018 en Wayback Machine.                                              | Barnechea             |  | El Cobre                   | Felipe Jara       | 5 de agosto | 15:30 |             |

|  | Barnechea           | 2 - 4 (enlace roto disponible en Internet Archive; véase el historial, la primera versión y la última). | Coquimbo Unido        |  | Municipal de Lo Barnechea  | Patricio Blanca   | 10 de agosto | 19:30 |             |
|  | Santiago Morning    | 0 - 2 Archivado el 8 de agosto de 2018 en Wayback Machine.                                              | Deportes Valdivia     |  | Municipal de La Pintana    | Rafael Troncoso   | 11 de agosto | 15:00 |             |
|  | Santiago Wanderers  | 2 - 1 Archivado el 8 de agosto de 2018 en Wayback Machine.                                              | Deportes Puerto Montt |  | Elías Figueroa Brander     | Carlos Ulloa      | 12 de agosto | 12:00 | Estadio CDF |
|  | Cobreloa            | 6 - 0 (enlace roto disponible en Internet Archive; véase el historial, la primera versión y la última). | Deportes Melipilla    |  | Zorros del Desierto        | Claudio Aranda    | 12 de agosto | 12:00 |             |
|  | Ñublense            | 0 - 2 (enlace roto disponible en Internet Archive; véase el historial, la primera versión y la última). | Cobresal              |  | Nelson Oyarzún Arenas      | Benjamín Saravia  | 12 de agosto | 15:30 |             |
|  | Deportes Copiapó    | 0 - 3 Archivado el 8 de agosto de 2018 en Wayback Machine.                                              | Magallanes            |  | Luis Valenzuela Hermosilla | Cristián Droguett | 12 de agosto | 15:30 |             |
|  | Deportes La Serena  | 0 - 1 (enlace roto disponible en Internet Archive; véase el historial, la primera versión y la última). | Rangers               |  | La Portada                 | Fernando Vejar    | 12 de agosto | 15:30 |             |
|  | San Marcos de Arica | 1 - 0 Archivado el 8 de agosto de 2018 en Wayback Machine.                                              | Unión San Felipe      |  | Carlos Dittborn            | Rodrigo Carvajal  | 12 de agosto | 16:00 |             |

|  | Coquimbo Unido        | 2 - 1 Archivado el 18 de agosto de 2018 en Wayback Machine.                                             | Deportes La Serena  |  | Francisco Sánchez Rumoroso | Nicolás Gamboa  | 18 de agosto | 12:00 |             |
|  | Unión San Felipe      | 2 - 3 (enlace roto disponible en Internet Archive; véase el historial, la primera versión y la última). | Santiago Wanderers  |  | Municipal de San Felipe    | Christian Rojas | 18 de agosto | 12:00 |             |
|  | Magallanes            | 1 - 0 (enlace roto disponible en Internet Archive; véase el historial, la primera versión y la última). | Barnechea           |  | Municipal de San Bernardo  | Juan Lara       | 18 de agosto | 12:00 |             |
|  | Deportes Puerto Montt | 3 - 0 Archivado el 18 de agosto de 2018 en Wayback Machine.                                             | San Marcos de Arica |  | Chinquihue                 | Felipe Jara     | 18 de agosto | 18:00 |             |
|  | Cobresal              | 4 - 0 (enlace roto disponible en Internet Archive; véase el historial, la primera versión y la última). | Santiago Morning    |  | El Cobre                   | Carlos Ulloa    | 19 de agosto | 15:30 |             |
|  | Deportes Valdivia     | 3 - 0 Archivado el 18 de agosto de 2018 en Wayback Machine.                                             | Ñublense            |  | Parque Municipal           | Fernando Véjar  | 19 de agosto | 15:30 |             |
|  | Deportes Melipilla    | 1 - 0 (enlace roto disponible en Internet Archive; véase el historial, la primera versión y la última). | Deportes Copiapó    |  | Roberto Bravo Santibáñez   | Omar Oporto     | 19 de agosto | 16:00 |             |
|  | Rangers               | 1 - 1 (enlace roto disponible en Internet Archive; véase el historial, la primera versión y la última). | Cobreloa            |  | Fiscal de Talca            | Rafael Troncoso | 19 de agosto | 20:00 | Estadio CDF |

|  | Barnechea           | 1 - 0 (enlace roto disponible en Internet Archive; véase el historial, la primera versión y la última). | Deportes Valdivia     |  | Municipal de Lo Barnechea | Claudio Aranda    | 24 de agosto | 19:00 |             |
|  | Magallanes          | 1 - 0 Archivado el 24 de agosto de 2018 en Wayback Machine.                                             | Unión San Felipe      |  | Municipal de San Bernardo | Matías Quila      | 25 de agosto | 12:00 |             |
|  | Santiago Morning    | 1 - 0 (enlace roto disponible en Internet Archive; véase el historial, la primera versión y la última). | Rangers               |  | Municipal de La Pintana   | Benjamín Saravia  | 25 de agosto | 16:00 |             |
|  | Cobreloa            | 2 - 2 Archivado el 24 de agosto de 2018 en Wayback Machine.                                             | Coquimbo Unido        |  | Zorros del Desierto       | Piero Maza        | 26 de agosto | 12:00 |             |
|  | Santiago Wanderers  | 1 - 0 Archivado el 25 de agosto de 2018 en Wayback Machine.                                             | Deportes Melipilla    |  | Elías Figueroa Brander    | Cristián Droguett | 26 de agosto | 15:00 | Estadio CDF |
|  | Ñublense            | 2 - 1 (enlace roto disponible en Internet Archive; véase el historial, la primera versión y la última). | Deportes Puerto Montt |  | Nelson Oyarzún Arenas     | Rodrigo Carvajal  | 26 de agosto | 15:30 |             |
|  | San Marcos de Arica | 2 - 1 Archivado el 24 de agosto de 2018 en Wayback Machine.                                             | Cobresal              |  | Carlos Dittborn           | Rafael Troncoso   | 26 de agosto | 16:00 |             |
|  | Deportes La Serena  | 1 - 1 Archivado el 25 de agosto de 2018 en Wayback Machine.                                             | Deportes Copiapó      |  | La Portada                | Gustavo Ahumada   | 26 de agosto | 17:30 |             |

|  | Santiago Morning      | 0 - 1 (enlace roto disponible en Internet Archive; véase el historial, la primera versión y la última). | Santiago Wanderers  |  | Municipal de La Pintana    | Rafael Troncoso   | 1 de septiembre | 12:00 |             |
|  | Coquimbo Unido        | 1 - 0 (enlace roto disponible en Internet Archive; véase el historial, la primera versión y la última). | Magallanes          |  | Francisco Sánchez Rumoroso | Cristián Droguett | 1 de septiembre | 18:00 |             |
|  | Deportes Puerto Montt | 1 - 0 (enlace roto disponible en Internet Archive; véase el historial, la primera versión y la última). | Barnechea           |  | Chinquihue                 | César Deischler   | 1 de septiembre | 18:00 |             |
|  | Deportes Copiapó      | 2 - 0 Archivado el 30 de agosto de 2018 en Wayback Machine.                                             | San Marcos de Arica |  | Luis Valenzuela Hermosilla | Fernando Véjar    | 1 de septiembre | 20:00 |             |
|  | Unión San Felipe      | 0 - 0 (enlace roto disponible en Internet Archive; véase el historial, la primera versión y la última). | Ñublense            |  | Municipal de San Felipe    | Omar Oporto       | 2 de septiembre | 15:00 |             |
|  | Cobresal              | 3 - 1 Archivado el 30 de agosto de 2018 en Wayback Machine.                                             | Deportes La Serena  |  | El Cobre                   | Benjamín Saravia  | 2 de septiembre | 15:30 |             |
|  | Deportes Valdivia     | 3 - 2 (enlace roto disponible en Internet Archive; véase el historial, la primera versión y la última). | Cobreloa            |  | Parque Municipal           | Nicolás Gamboa    | 2 de septiembre | 16:00 |             |
|  | Rangers               | 0 - 1 Archivado el 30 de agosto de 2018 en Wayback Machine.                                             | Deportes Melipilla  |  | Fiscal de Talca            | Patricio Blanca   | 2 de septiembre | 20:00 | Estadio CDF |

|  | Magallanes          | 3 - 1 (enlace roto disponible en Internet Archive; véase el historial, la primera versión y la última). | Santiago Morning      |  | Municipal de San Bernardo  | Nicolàs Gamboa                  | 8 de septiembre  | 16:00 |             |
|  | Deportes Melipilla  | 1 - 0 Archivado el 7 de septiembre de 2018 en Wayback Machine.                                          | Unión San Felipe      |  | Roberto Bravo Santibáñez   | Cristián Droguett               | 8 de septiembre  | 17:00 |             |
|  | Santiago Wanderers  | 2 - 1 (enlace roto disponible en Internet Archive; véase el historial, la primera versión y la última). | Ñublense              |  | Elías Figueroa Brander     | Benjamín Saravia Fernando Vejar | 9 de septiembre  | 16:00 |             |
|  | Deportes Copiapó    | 2 - 3 (enlace roto disponible en Internet Archive; véase el historial, la primera versión y la última). | Deportes Valdivia     |  | Luis Valenzuela Hermosilla | Matías Quila                    | 9 de septiembre  | 16:30 |             |
|  | San Marcos de Arica | 1 - 2 (enlace roto disponible en Internet Archive; véase el historial, la primera versión y la última). | Rangers               |  | Carlos Dittborn            | Claudio Aranda                  | 9 de septiembre  | 17:00 |             |
|  | Coquimbo Unido      | 1 - 1 (enlace roto disponible en Internet Archive; véase el historial, la primera versión y la última). | Cobresal              |  | Francisco Sánchez Rumoroso | Felipe González                 | 9 de septiembre  | 17:00 | Estadio CDF |
|  | Cobreloa            | 2 - 1 (enlace roto disponible en Internet Archive; véase el historial, la primera versión y la última). | Deportes Puerto Montt |  | Zorros del Desierto        | Cristián Garay                  | 10 de septiembre | 16:00 |             |
|  | Barnechea           | 2 - 3 Archivado el 7 de septiembre de 2018 en Wayback Machine.                                          | Deportes La Serena    |  | Municipal de Lo Barnechea  | Julio Bascuñán                  | 17 de octubre    | 20:00 |             |

|  | Santiago Morning      | 0 - 1 Archivado el 21 de septiembre de 2018 en Wayback Machine.                                         | San Marcos de Arica |  | Municipal de La Pintana | Fernando Vejar               | 22 de septiembre | 16:00 |             |
|  | Deportes Puerto Montt | 2 - 0 Archivado el 21 de septiembre de 2018 en Wayback Machine.                                         | Deportes Copiapó    |  | Chinquihue              | Juan Lara                    | 22 de septiembre | 18:00 |             |
|  | Cobresal              | 3 - 3 Archivado el 21 de septiembre de 2018 en Wayback Machine.                                         | Deportes Melipilla  |  | El Cobre                | Omar Oporto                  | 23 de septiembre | 15:30 |             |
|  | Deportes Valdivia     | 2 - 2 Archivado el 21 de septiembre de 2018 en Wayback Machine.                                         | Magallanes          |  | Parque Municipal        | Rodrigo Carvajal Diego Vidal | 23 de septiembre | 16:00 |             |
|  | Ñublense              | 0 - 1 Archivado el 21 de septiembre de 2018 en Wayback Machine.                                         | Barnechea           |  | Nelson Oyarzún Arenas   | Gustavo Ahumada              | 23 de septiembre | 16:00 |             |
|  | Unión San Felipe      | 0 - 1 (enlace roto disponible en Internet Archive; véase el historial, la primera versión y la última). | Cobreloa            |  | Municipal de San Felipe | Rafael Troncoso              | 23 de septiembre | 17:00 |             |
|  | Rangers               | 0 - 1 Archivado el 21 de septiembre de 2018 en Wayback Machine.                                         | Coquimbo Unido      |  | Fiscal de Talca         | Nicolás Gamboa               | 23 de septiembre | 20:00 | Estadio CDF |
|  | Deportes La Serena    | 1 - 1 Archivado el 21 de septiembre de 2018 en Wayback Machine.                                         | Santiago Wanderers  |  | La Portada              | Francisco Gilabert           | 24 de septiembre | 18:00 |             |

|  | Magallanes          | 1 - 1 Archivado el 27 de septiembre de 2018 en Wayback Machine.                                         | Deportes Puerto Montt |  | Municipal de San Bernardo  | Gustavo Ahumada   | 29 de septiembre | 16:00 |             |
|  | Deportes Melipilla  | 4 - 1 Archivado el 27 de septiembre de 2018 en Wayback Machine.                                         | Ñublense              |  | Roberto Bravo Santibáñez   | Claudio Aranda    | 29 de septiembre | 17:00 |             |
|  | Coquimbo Unido      | 1 - 1 (enlace roto disponible en Internet Archive; véase el historial, la primera versión y la última). | Deportes Valdivia     |  | Francisco Sánchez Rumoroso | Cristián Garay    | 29 de septiembre | 18:00 |             |
|  | Cobreloa            | 1 - 1 Archivado el 27 de septiembre de 2018 en Wayback Machine.                                         | Santiago Morning      |  | Zorros del Desierto        | Cristián Droguett | 30 de septiembre | 12:00 |             |
|  | Santiago Wanderers  | 1 - 0 (enlace roto disponible en Internet Archive; véase el historial, la primera versión y la última). | Cobresal              |  | Elías Figueroa Brander     | Christian Rojas   | 30 de septiembre | 15:00 | Estadio CDF |
|  | Deportes Copiapó    | 1 - 4 Archivado el 27 de septiembre de 2018 en Wayback Machine.                                         | Unión San Felipe      |  | Luis Valenzuela Hermosilla | Fabián Aracena    | 30 de septiembre | 16:30 |             |
|  | Rangers             | 0 - 1 Archivado el 27 de septiembre de 2018 en Wayback Machine.                                         | Barnechea             |  | Fiscal de Talca            | Matías Quila      | 30 de septiembre | 16:30 |             |
|  | San Marcos de Arica | 1 - 1 (enlace roto disponible en Internet Archive; véase el historial, la primera versión y la última). | Deportes La Serena    |  | Carlos Dittborn            | Felipe González   | 30 de septiembre | 20:00 |             |

|  | Santiago Morning      | 1 - 0 (enlace roto disponible en Internet Archive; véase el historial, la primera versión y la última). | Deportes Copiapó    |  | Municipal de La Pintana    | Patricio Blanca    | 6 de octubre | 17:00 |             |
|  | Unión San Felipe      | 4 - 3 Archivado el 2 de octubre de 2018 en Wayback Machine.                                             | Coquimbo Unido      |  | Municipal de San Felipe    | Juan Lara          | 6 de octubre | 17:30 |             |
|  | Deportes Puerto Montt | 3 - 0 (enlace roto disponible en Internet Archive; véase el historial, la primera versión y la última). | Deportes Melipilla  |  | Chinquihue                 | Felipe Jara        | 6 de octubre | 18:00 |             |
|  | Deportes La Serena    | 0 - 2 Archivado el 2 de octubre de 2018 en Wayback Machine.                                             | Cobreloa            |  | La Portada                 | Cristián Garay     | 6 de octubre | 19:00 |             |
|  | Ñublense              | 0 - 0 (enlace roto disponible en Internet Archive; véase el historial, la primera versión y la última). | San Marcos de Arica |  | Nelson Oyarzún Arenas      | Nicolás Gamboa     | 6 de octubre | 20:00 |             |
|  | Barnechea             | 2 - 3 (enlace roto disponible en Internet Archive; véase el historial, la primera versión y la última). | Santiago Wanderers  |  | Bicentenario de La Florida | Omar Oporto        | 7 de octubre | 12:00 | Estadio CDF |
|  | Cobresal              | 1 - 0 Archivado el 2 de octubre de 2018 en Wayback Machine.                                             | Magallanes          |  | El Cobre                   | Rafael Troncoso    | 7 de octubre | 15:30 |             |
|  | Deportes Valdivia     | 1 - 2 (enlace roto disponible en Internet Archive; véase el historial, la primera versión y la última). | Rangers             |  | Parque Municipal           | Francisco Gilabert | 7 de octubre | 16:30 |             |

|  | Deportes Melipilla  | 1 - 1 (enlace roto disponible en Internet Archive; véase el historial, la primera versión y la última). | Deportes Valdivia     |  | Roberto Bravo Santibáñez   | Claudio Aranda     | 13 de octubre | 17:00 |             |
|  | Deportes La Serena  | 1 - 0 (enlace roto disponible en Internet Archive; véase el historial, la primera versión y la última). | Deportes Puerto Montt |  | La Portada                 | Nicolás Gamboa     | 13 de octubre | 19:00 |             |
|  | Rangers             | 0 - 1 (enlace roto disponible en Internet Archive; véase el historial, la primera versión y la última). | Unión San Felipe      |  | Fiscal de Talca            | José Cabero        | 13 de octubre | 20:00 |             |
|  | Santiago Wanderers  | 4 - 1 Archivado el 2 de octubre de 2018 en Wayback Machine.                                             | Magallanes            |  | Elías Figueroa Brander     | Cristián Droguett  | 14 de octubre | 12:00 |             |
|  | Cobreloa            | 1 - 0 (enlace roto disponible en Internet Archive; véase el historial, la primera versión y la última). | Ñublense              |  | Zorros del Desierto        | Felipe González    | 14 de octubre | 12:00 |             |
|  | Deportes Copiapó    | 2 - 1 Archivado el 2 de octubre de 2018 en Wayback Machine.                                             | Cobresal              |  | Luis Valenzuela Hermosilla | Juan Lara          | 14 de octubre | 16:30 |             |
|  | Coquimbo Unido      | 0 - 0 (enlace roto disponible en Internet Archive; véase el historial, la primera versión y la última). | Santiago Morning      |  | Francisco Sánchez Rumoroso | Roberto Tobar      | 14 de octubre | 18:00 | Estadio CDF |
|  | San Marcos de Arica | 0 - 0 Archivado el 2 de octubre de 2018 en Wayback Machine.                                             | Barnechea             |  | Carlos Dittborn            | Francisco Gilabert | 24 de octubre | 21:00 |             |

|  | Magallanes         | 0 - 2 Archivado el 19 de octubre de 2018 en Wayback Machine.                                            | Deportes Melipilla    |  | Municipal de San Bernardo  | Matías Quila      | 20 de octubre | 16:00 |             |
|  | Santiago Wanderers | 1 - 0 (enlace roto disponible en Internet Archive; véase el historial, la primera versión y la última). | Deportes Copiapó      |  | Elías Figueroa Brander     | Nicolás Gamboa    | 21 de octubre | 12:00 |             |
|  | Barnechea          | 3 - 1 Archivado el 19 de octubre de 2018 en Wayback Machine.                                            | Unión San Felipe      |  | Municipal de Lo Barnechea  | Felipe Jara       | 21 de octubre | 12:00 |             |
|  | Cobresal           | 1 - 0 (enlace roto disponible en Internet Archive; véase el historial, la primera versión y la última). | Cobreloa              |  | El Cobre                   | Fabián Aracena    | 21 de octubre | 15:30 |             |
|  | Deportes Valdivia  | 2 - 1 (enlace roto disponible en Internet Archive; véase el historial, la primera versión y la última). | Deportes Puerto Montt |  | Parque Municipal           | Cristián Droguett | 21 de octubre | 16:00 |             |
|  | Santiago Morning   | 1 - 2 (enlace roto disponible en Internet Archive; véase el historial, la primera versión y la última). | Deportes La Serena    |  | Municipal de La Pintana    | José Cabero       | 21 de octubre | 17:00 |             |
|  | Coquimbo Unido     | 4 - 0 (enlace roto disponible en Internet Archive; véase el historial, la primera versión y la última). | San Marcos de Arica   |  | Francisco Sánchez Rumoroso | Rafael Troncoso   | 21 de octubre | 17:30 | Estadio CDF |
|  | Ñublense           | 0 - 0 (enlace roto disponible en Internet Archive; véase el historial, la primera versión y la última). | Rangers               |  | Nelson Oyarzún Arenas      | Cristián Garay    | 21 de octubre | 18:00 |             |

|  | San Marcos de Arica   | 2 - 1 Archivado el 28 de octubre de 2018 en Wayback Machine.                                            | Deportes Valdivia  |  | Carlos Dittborn            | Fernando Véjar  | 27 de octubre | 16:30 |             |
|  | Deportes La Serena    | 1 - 2 Archivado el 28 de octubre de 2018 en Wayback Machine.                                            | Ñublense           |  | La Portada                 | Rafael Troncoso | 27 de octubre | 16:30 |             |
|  | Deportes Copiapó      | 1 - 1 (enlace roto disponible en Internet Archive; véase el historial, la primera versión y la última). | Barnechea          |  | Luis Valenzuela Hermosilla | Claudio Aranda  | 27 de octubre | 16:30 |             |
|  | Deportes Puerto Montt | 2 - 0 (enlace roto disponible en Internet Archive; véase el historial, la primera versión y la última). | Santiago Morning   |  | Chinquihue                 | Juan Lara       | 27 de octubre | 16:30 |             |
|  | Rangers               | 2 - 0 Archivado el 28 de octubre de 2018 en Wayback Machine.                                            | Magallanes         |  | Fiscal de Talca            | Patricio Blanca | 27 de octubre | 16:30 |             |
|  | Unión San Felipe      | 0 - 0 (enlace roto disponible en Internet Archive; véase el historial, la primera versión y la última). | Cobresal           |  | Municipal de San Felipe    | Nicolás Gamboa  | 27 de octubre | 17:30 |             |
|  | Cobreloa              | 2 - 1 Archivado el 28 de octubre de 2018 en Wayback Machine.                                            | Santiago Wanderers |  | Zorros del Desierto        | César Deischler | 27 de octubre | 17:30 |             |
|  | Deportes Melipilla    | 0 - 0 Archivado el 28 de octubre de 2018 en Wayback Machine.                                            | Coquimbo Unido     |  | Bicentenario de La Florida | Felipe González | 27 de octubre | 17:30 | Estadio CDF |

|  | Barnechea          | 1 - 0 (enlace roto disponible en Internet Archive; véase el historial, la primera versión y la última). | Deportes Melipilla    |  | Municipal de Lo Barnechea  | Juan Lara         | 31 de octubre  | 15:00 |             |
|  | Santiago Wanderers | 2 - 2 Archivado el 31 de octubre de 2018 en Wayback Machine.                                            | San Marcos de Arica   |  | Elías Figueroa Brander     | Carlos Ulloa      | 4 de noviembre | 13:00 |             |
|  | Ñublense           | 1 - 1 Archivado el 31 de octubre de 2018 en Wayback Machine.                                            | Deportes Copiapó      |  | Nelson Oyarzún Arenas      | Roberto Tobar     | 4 de noviembre | 13:00 |             |
|  | Deportes Valdivia  | 0 - 0 Archivado el 31 de octubre de 2018 en Wayback Machine.                                            | Deportes La Serena    |  | Parque Municipal           | Gustavo Ahumada   | 4 de noviembre | 13:00 |             |
|  | Santiago Morning   | 1 - 0 Archivado el 31 de octubre de 2018 en Wayback Machine.                                            | Unión San Felipe      |  | Municipal de La Cisterna   | Christian Rojas   | 4 de noviembre | 13:00 |             |
|  | Cobresal           | 4 - 1 (enlace roto disponible en Internet Archive; véase el historial, la primera versión y la última). | Rangers               |  | El Cobre                   | Cristián Droguett | 4 de noviembre | 13:00 |             |
|  | Magallanes         | 0 - 0 Archivado el 31 de octubre de 2018 en Wayback Machine.                                            | Cobreloa              |  | Municipal de San Bernardo  | Nicolás Gamboa    | 4 de noviembre | 13:00 |             |
|  | Coquimbo Unido     | 1 - 0 Archivado el 31 de octubre de 2018 en Wayback Machine.                                            | Deportes Puerto Montt |  | Francisco Sánchez Rumoroso | Ángelo Hermosilla | 4 de noviembre | 13:00 | Estadio CDF |

## Liguilla de Promoción
En esta instancia, se enfrentaron los 4 equipos ubicados entre el tercero (3º) y sexto (6º) lugar de la tabla de posiciones, disputándose en partidos de ida y vuelta, una liguilla para definir al conjunto, que enfrentó a Cobreloa, subcampeón del torneo tras las 30 fechas. Cobresal, quien ganó la final ante el cuadro loíno, es el segundo equipo ascendido al Campeonato AFP PlanVital Primera División 2019, siendo el acompañante de Coquimbo Unido, que fue el campeón de las 30 fechas.
|  | Cuartos de final Ida: 7 de noviembre Vuelta: 11 de noviembre | Cuartos de final Ida: 7 de noviembre Vuelta: 11 de noviembre | Cuartos de final Ida: 7 de noviembre Vuelta: 11 de noviembre | Cuartos de final Ida: 7 de noviembre Vuelta: 11 de noviembre | Cuartos de final Ida: 7 de noviembre Vuelta: 11 de noviembre |   |          | Semifinales Ida: 14 de noviembre Vuelta: 18 de noviembre | Semifinales Ida: 14 de noviembre Vuelta: 18 de noviembre | Semifinales Ida: 14 de noviembre Vuelta: 18 de noviembre | Semifinales Ida: 14 de noviembre Vuelta: 18 de noviembre | Semifinales Ida: 14 de noviembre Vuelta: 18 de noviembre |  |          | Final Ida: 24 de noviembre Vuelta: 1 de diciembre | Final Ida: 24 de noviembre Vuelta: 1 de diciembre | Final Ida: 24 de noviembre Vuelta: 1 de diciembre | Final Ida: 24 de noviembre Vuelta: 1 de diciembre | Final Ida: 24 de noviembre Vuelta: 1 de diciembre |  |
|  |                                                              |                                                              |                                                              |                                                              |                                                              |   |          |                                                          |                                                          |                                                          |                                                          |                                                          |  |          |                                                   |                                                   |                                                   |                                                   |                                                   |  |
|  |                                                              |                                                              |                                                              |                                                              |                                                              |   |          |                                                          |                                                          |                                                          |                                                          |                                                          |  |          |                                                   |                                                   |                                                   |                                                   |                                                   |  |
|  | Cobresal                                                     | Cobresal                                                     | 4                                                            | 0                                                            | 4                                                            |   |          |                                                          |                                                          |                                                          |                                                          |                                                          |  |          |                                                   |                                                   |                                                   |                                                   |                                                   |  |
|  | Cobresal                                                     | Cobresal                                                     | 4                                                            | 0                                                            | 4                                                            |   |          |                                                          |                                                          |                                                          |                                                          |                                                          |  |          |                                                   |                                                   |                                                   |                                                   |                                                   |  |
|  | Santiago Morning                                             | Santiago Morning                                             | 1                                                            | 2                                                            | 3                                                            |   |          |                                                          |                                                          |                                                          |                                                          |                                                          |  |          |                                                   |                                                   |                                                   |                                                   |                                                   |  |
|  | Santiago Morning                                             | Santiago Morning                                             | 1                                                            | 2                                                            | 3                                                            |   | Cobresal | Cobresal                                                 | 0                                                        | 4                                                        | 4                                                        |                                                          |  |          |                                                   |                                                   |                                                   |                                                   |                                                   |  |
|  |                                                              |                                                              |                                                              |                                                              |                                                              |   | Cobresal | Cobresal                                                 | 0                                                        | 4                                                        | 4                                                        |                                                          |  |          |                                                   |                                                   |                                                   |                                                   |                                                   |  |
|  |                                                              |                                                              | Santiago Wanderers                                           | Santiago Wanderers                                           | 2                                                            | 1 | 3        |                                                          |                                                          |                                                          |                                                          |                                                          |  |          |                                                   |                                                   |                                                   |                                                   |                                                   |  |
|  | Deportes Valdivia                                            | Deportes Valdivia                                            | Santiago Wanderers                                           | Santiago Wanderers                                           | 2                                                            | 1 | 3        | 1                                                        | 0                                                        | 1                                                        |                                                          |                                                          |  |          |                                                   |                                                   |                                                   |                                                   |                                                   |  |
|  | Deportes Valdivia                                            | Deportes Valdivia                                            |                                                              |                                                              |                                                              |   |          |                                                          |                                                          | 1                                                        |                                                          |                                                          |  |          |                                                   |                                                   |                                                   |                                                   |                                                   |  |
|  | Santiago Wanderers                                           | Santiago Wanderers                                           | 2                                                            | 4                                                            | 6                                                            |   |          |                                                          |                                                          |                                                          |                                                          |                                                          |  |          |                                                   |                                                   |                                                   |                                                   |                                                   |  |
|  | Santiago Wanderers                                           | Santiago Wanderers                                           | 2                                                            | 4                                                            | 6                                                            |   |          |                                                          |                                                          |                                                          |                                                          |                                                          |  | Cobreloa | Cobreloa                                          | 1                                                 | 2                                                 | 3                                                 |                                                   |  |
|  |                                                              |                                                              |                                                              |                                                              |                                                              |   |          |                                                          |                                                          |                                                          |                                                          |                                                          |  | Cobreloa | Cobreloa                                          | 1                                                 | 2                                                 | 3                                                 |                                                   |  |
|  |                                                              |                                                              | Cobresal                                                     | Cobresal                                                     | 2                                                            | 2 | 4        |                                                          |                                                          |                                                          |                                                          |                                                          |  |          |                                                   |                                                   |                                                   |                                                   |                                                   |  |
|  |                                                              |                                                              | Cobresal                                                     | Cobresal                                                     | 2                                                            | 2 | 4        |                                                          |                                                          |                                                          |                                                          |                                                          |  |          |                                                   |                                                   |                                                   |                                                   |                                                   |  |
|  |                                                              |                                                              |                                                              |                                                              |                                                              |   |          |                                                          |                                                          |                                                          |                                                          |                                                          |  |          |                                                   |                                                   |                                                   |                                                   |                                                   |  |
|  |                                                              |                                                              |                                                              |                                                              |                                                              |   |          |                                                          |                                                          |                                                          |                                                          |                                                          |  |          |                                                   |                                                   |                                                   |                                                   |                                                   |  |
|  |                                                              |                                                              |                                                              |                                                              |                                                              |   |          |                                                          |                                                          |                                                          |                                                          |                                                          |  |          |                                                   |                                                   |                                                   |                                                   |                                                   |  |
|  |                                                              |                                                              |                                                              |                                                              |                                                              |   |          |                                                          |                                                          |                                                          |                                                          |                                                          |  |          |                                                   |                                                   |                                                   |                                                   |                                                   |  |
|  |                                                              |                                                              |                                                              |                                                              |                                                              |   |          |                                                          |                                                          |                                                          |                                                          |                                                          |  |          |                                                   |                                                   |                                                   |                                                   |                                                   |  |
|  |                                                              |                                                              |                                                              |                                                              |                                                              |   |          |                                                          |                                                          |                                                          |                                                          |                                                          |  |          |                                                   |                                                   |                                                   |                                                   |                                                   |  |
|  |                                                              |                                                              |                                                              |                                                              |                                                              |   |          |                                                          |                                                          |                                                          |                                                          |                                                          |  |          |                                                   |                                                   |                                                   |                                                   |                                                   |  |
|  |                                                              |                                                              |                                                              |                                                              |                                                              |   |          |                                                          |                                                          |                                                          |                                                          |                                                          |  |          |                                                   |                                                   |                                                   |                                                   |                                                   |  |
|  |                                                              |                                                              |                                                              |                                                              |                                                              |   |          |                                                          |                                                          |                                                          |                                                          |                                                          |  |          |                                                   |                                                   |                                                   |                                                   |                                                   |  |
|  |                                                              |                                                              |                                                              |                                                              |                                                              |   |          |                                                          |                                                          |                                                          |                                                          |                                                          |  |          |                                                   |                                                   |                                                   |                                                   |                                                   |  |

## Campeón
|                |
| Coquimbo Unido |
| 4.to título    |

## Estadísticas

### Goleadores
| Jugador                                               | Equipo                | Anotado |
| ----------------------------------------------------- | --------------------- | ------- |
| Rodrigo Holgado                                       | Coquimbo Unido        | 18      |
| Lucas Simón                                           | Cobreloa              | 17      |
| Gustavo Lanaro                                        | Deportes Valdivia     | 13      |
| Enzo Gutiérrez                                        | Santiago Wanderers    | 13      |
| Miguel Orellana                                       | Barnechea             | 12      |
| Ever Cantero                                          | Cobresal              | 12      |
| Germán Estigarribia                                   | Deportes Copiapó      | 10      |
| Gonzalo Sosa                                          | Magallanes            | 10      |
| Reiner Castro                                         | Santiago Wanderers    | 10      |
| Juan Carlos Gaete                                     | Cobresal              | 9       |
| Mathías Pinto                                         | Deportes Melipilla    | 9       |
| Steffan Pino                                          | Deportes Melipilla    | 8       |
| Óscar Ortega                                          | Santiago Morning      | 8       |
| Rafael Viotti                                         | Santiago Wanderers    | 8       |
| Francisco Román                                       | Deportes Copiapó      | 7       |
| Enzo Ruiz                                             | Deportes La Serena    | 7       |
| Lucas Cano                                            | Deportes La Serena    | 7       |
| Marco Sebastián Pol                                   | Deportes La Serena    | 7       |
| Mario Sandoval                                        | Deportes Melipilla    | 7       |
| Christopher Ojeda                                     | Deportes Valdivia     | 7       |
| Michael Silva                                         | Ñublense              | 7       |
| David Escalante                                       | Santiago Morning      | 7       |
| Yerko Rojas                                           | Santiago Morning      | 7       |
| Braian Rodríguez                                      | Barnechea             | 6       |
| Pablo Parra                                           | Cobreloa              | 6       |
| Juan Muriel Orlando                                   | Cobresal              | 6       |
| Yashir Pinto                                          | Coquimbo Unido        | 6       |
| Nicolás Servetto                                      | Deportes Puerto Montt | 6       |
| Matías González                                       | San Marcos de Arica   | 6       |
| Marco Medel                                           | Santiago Wanderers    | 6       |
| Sebastián Romero                                      | Cobreloa              | 5       |
| Nelson Sepúlveda                                      | Cobresal              | 5       |
| Richard Barroilhet                                    | Magallanes            | 5       |
| Sebastián Varas                                       | Ñublense              | 5       |
| Franco Ragusa                                         | Rangers               | 5       |
| Matías Jaime                                          | San Marcos de Arica   | 5       |
| Bryan Cortés                                          | Unión San Felipe      | 5       |
| Jimmy Cisterna                                        | Unión San Felipe      | 5       |
| Actualizado el 1 de diciembre de 2018, 19:30 (UTC -3) |                       |         |

### Autogoles
| Autogoles                                       | Autogoles           | Autogoles             | Autogoles | Autogoles                                                 |
| Jugador                                         | Equipo              | Favorecido            | Anotado   | Fecha                                                     |
| ----------------------------------------------- | ------------------- | --------------------- | --------- | --------------------------------------------------------- |
| Brian Torrealba                                 | Rangers             | Deportes Valdivia     | 1         | 4                                                         |
| Diego Muñoz                                     | Deportes Valdivia   | Deportes Puerto Montt | 1         | 10.° Archivado el 16 de abril de 2018 en Wayback Machine. |
| Alan Fernández                                  | San Marcos de Arica | Coquimbo Unido        | 1         | 15                                                        |
| Lukas Soza                                      | Deportes Copiapó    | Santiago Wanderers    | 1         | 28                                                        |
| Actualizado el 21 de octubre de 2018, 18:00 UTC |                     |                       |           |                                                           |

## Entrenadores
| Listado de Entrenadores                | Listado de Entrenadores | Listado de Entrenadores |
| Equipo                                 | Entrenador              | Fechas                  |
| -------------------------------------- | ----------------------- | ----------------------- |
| Unión San Felipe                       | Damián Ayude            | 1.º - 4.º               |
| Unión San Felipe                       | Omar Arcos              | 5.º                     |
| Unión San Felipe                       | Christian Lovrincevich  | 6.º - 19°               |
| Unión San Felipe                       | Hernán Madrid           | 20.º en adelante        |
| Santiago Wanderers                     | Nicolás Córdova         | 1.º - 6.º               |
| Santiago Wanderers                     | Moisés Villarroel       | 7.º - 17.º              |
| Santiago Wanderers                     | Miguel Ramírez          | 18.º en adelante        |
| Deportes Melipilla                     | Carlos Encinas          | 1.º - 8.º               |
| Deportes Melipilla                     | Jorge Miranda           | 8.º en adelante         |
| Barnechea                              | Arturo Norambuena       | 1.º - 11.º              |
| Barnechea                              | René Ávila              | 12.º- 15.º              |
| Barnechea                              | Hernán Peña             | 16.º en adelante        |
| Magallanes                             | Hugo Balladares         | 1.º - 12.º              |
| Magallanes                             | Jaime Gutiérrez         | 13.º en adelante        |
| Magallanes                             | Óscar Correa            | TBA                     |
| Deportes Puerto Montt                  | Luis Landeros           | 1.º - 15.º              |
| Deportes Puerto Montt                  | Fernando Vergara        | 16.º en adelante        |
| Cobreloa                               | Rodrigo Pérez           | 1.º - 15.º              |
| Cobreloa                               | Rodrigo Meléndez        | 16.º en adelante        |
| Rangers                                | Leonardo Zamora         | 1.º - 17.º              |
| Rangers                                | Héctor Tapia            | 18.º en adelante        |
| Rangers                                | Cristián Arán           | 19.º en adelante        |
| San Marcos de Arica                    | Luis Musrri             | 1.º - 17.º              |
| San Marcos de Arica                    | Hernán Godoy            | 18.º en adelante        |
| Ñublense                               | Emiliano Astorga        | 1.º - 20.º              |
| Ñublense                               | Vicente Núñez           | 20.º                    |
| Ñublense                               | Germán Cavalieri        | 21.º en adelante        |
| Deportes Copiapó                       | Erwin Durán             | 1.º - 25.º              |
| Deportes Copiapó                       | Héctor Almandoz         | 26.º en adelante        |
| Santiago Morning                       | Jaime García            | 1.º - 29.º              |
| Santiago Morning                       | René Curaz              | 30.º                    |
| 1. 2. 3. 4. 5. 6. 7. 8. 9. 10. 11. 12. |                         |                         |

## Asistencia en los estadios
Fecha de actualización: 07 de noviembre de 2018

### Equipos con mejor asistencia
| Estadio                                 | Ciudad/Comuna           | Local                 | Partidos | Público | Promedio |
| --------------------------------------- | ----------------------- | --------------------- | -------- | ------- | -------- |
| Bicentenario Elías Figueroa Brander     | Valparaíso              | Santiago Wanderers    | 17       | 157.561 | 9.268    |
| Bicentenario Francisco Sánchez Rumoroso | Coquimbo                | Coquimbo Unido        | 15       | 89.706  | 6.408    |
| Zorros del Desierto                     | Calama                  | Cobreloa              | 16       | 69.810  | 4.363    |
| La Portada                              | La Serena               | Deportes La Serena    | 15       | 54.417  | 3.628    |
| Bicentenario Nelson Oyarzún Arenas      | Chillán                 | Ñublense              | 15       | 44.827  | 2.988    |
| Bicentenario Chinquihue                 | Puerto Montt            | Deportes Puerto Montt | 15       | 37.817  | 2.521    |
| Estadio Parque Municipal                | Valdivia                | Deportes Valdivia     | 16       | 31.873  | 1.992    |
| Roberto Bravo Santibáñez                | Melipilla               | Deportes Melipilla    | 15       | 27.495  | 1.833    |
| Bicentenario Luis Valenzuela Hermosilla | Copiapó                 | Deportes Copiapó      | 15       | 25.128  | 1.675    |
| Fiscal de Talca                         | Talca                   | Rangers               | 15       | 24.626  | 1.642    |
| Carlos Dittborn                         | Arica                   | San Marcos de Arica   | 15       | 22.302  | 1.487    |
| Municipal de San Felipe                 | San Felipe              | Unión San Felipe      | 15       | 15.119  | 1.008    |
| Municipal de San Bernardo               | Santiago (San Bernardo) | Magallanes            | 15       | 12.533  | 836      |
| Municipal de Lo Barnechea               | Santiago (Lo Barnechea) | Barnechea             | 15       | 10.646  | 710      |
| El Cobre                                | El Salvador             | Cobresal              | 18       | 12.467  | 693      |
| Municipal de La Pintana                 | Santiago (La Pintana)   | Santiago Morning      | 16       | 10.027  | 627      |

- Coquimbo Unido jugó contra Deportes Melipilla sin público.

## Regla del Sub-20
- El reglamento del Campeonato Nacional de la Primera División Temporada 2018, señala en su artículo 31, inciso 5, que “en la sumatoria de todos los partidos del Campeonato que dispute cada club, los jugadores chilenos nacidos a partir del 01 de enero de 1998 deberán haber disputado a lo menos el cincuenta por ciento de los minutos efectivamente jugados”. Esta obligación, también se extiende a la Copa Chile.

- En el caso de cumplimiento entre el 45,1 % al 49,9 % de los minutos, la sanción será la pérdida de tres puntos más una multa de 500 UF, descontándose de la tabla de la fase regular del respectivo campeonato. Si el cumplimiento de los minutos alcanza entre el 40,1 al 45 % de los minutos, el descuento será de seis puntos de pérdida más la multa, y si el cumplimiento alcanza al 40 % o menos de los minutos, el descuento será de nueve puntos, igualmente contando con la multa antes mencionada.

| Equipo                                                | min Requeridos | min Disputados | min Pendientes | % Cumplimiento |
| ----------------------------------------------------- | -------------- | -------------- | -------------- | -------------- |
| Barnechea                                             | 1350           | 2500           | -1150          | 185,18%        |
| Cobreloa                                              | 1350           | 1379           | -29            | 114%           |
| Cobresal                                              | 1350           | 1616           | -266           | 119,70%        |
| Coquimbo Unido                                        | 1350           | 2469           | -1119          | 182,88%        |
| Deportes Copiapó                                      | 1350           | 1793           | -443           | 132,81%        |
| Deportes La Serena                                    | 1350           | 2048           | -698           | 151,7%         |
| Deportes Melipilla                                    | 1350           | 1779           | -429           | 131,77%        |
| Deportes Puerto Montt                                 | 1350           | 1699           | -349           | 125,85%        |
| Deportes Valdivia                                     | 1350           | 1704           | -354           | 126,22%        |
| Magallanes                                            | 1350           | 1795           | -445           | 132,96%        |
| Ñublense                                              | 1350           | 1405           | -55            | 104,07%        |
| Rangers                                               | 1350           | 1489           | -139           | 110,29%        |
| San Marcos de Arica                                   | 1350           | 1662           | -312           | 123,11%        |
| Santiago Morning                                      | 1350           | 1354           | -4             | 100,29%        |
| Santiago Wanderers                                    | 1350           | 1311           | 39             | 97,11%         |
| Unión San Felipe                                      | 1350           | 2281           | -931           | 168,96%        |
| Actualizado el 30 de octubre de 2018, 12:54 (UTC-3) — |                |                |                |                |

     Cumplieron con el reglamento. 
     No cumplieron con el reglamento. Incurre en la pérdida de 3 puntos, más una multa de 500 UF (45,1 % al 49,9 %)
     No cumplieron con el reglamento. Incurre en la pérdida de 6 puntos, más una multa de 500 UF (40,1 % al 45,0 %)
     No cumplieron con el reglamento. Incurre en la pérdida de 9 puntos, más una multa de 500 UF (Menos del 40,0 %)